# Nicholas D’Agosto
Nicholas D’Agosto (Omaha, Nebraska, 1980. április 17. –) amerikai színész.

## Életpályája
A nebraskai Omahában született, az Egyesült Államokban. A család öt gyermeke közül ő a középső, két bátyja és két húga van. D’Agosto az omahai Creighton Előkészítő Iskola tanulója volt, amit 1998-ban végzett el.
Első jelentős szerepét 1999-es Gimiboszi című vígjátékban kapta, ahol Larry Fouch-t az iskolai etikai bizottság elnökét alakította. A filmet az Oscar-díjas Alexander Payne írta és rendezte, aki korábban maga is a Creighton diákja volt. D’Agosto ekkor már tudta, hogy a színészettel fog foglalkozni, de előtte még tovább akarta vinni tanulmányait.
Jelentkezett a milwaukee-i székhelyű Marquette Egyetemre, ahol történelmet és színjátszást tanult. Eközben számos darabban lépett fel és részt vett az avantgárd Theater X színtársulat megalakításában. Az egyetemi tanulmányai vége felé úgy döntött, hogy egy szemesztert Dominikai Köztársaságban végez el a szegénység és a faji problémák tanulmányozásával. Miután 2002-ben cum laude diplomát szerzett a Marquette Egyetemen, Los Angelesbe költözött, hogy színészi karrierjét folytassa.
Az ezt követő években vendégszerepeket kapott a televíziózás legjelentősebb drámasorozataiban, többek között a Vészhelyzetben (2003), a Sírhant művekben (2004), a Döglött aktákban (2004), a Doktor House-ban (2005), az Odaátban (2005), a Nyomtalanulban (2006), valamint a vígjátéksorozatban, a A hivatalban (2007). Emellett kisebb függetlenfilmekben is szerepelt, valamint ő a 2007-es Rocket Science című film egyik főszereplője.
2007-ben bejelentették, hogy visszatérő szerepet kapott a Hősök című televíziós sorozat második évadjában, amelyben Westet, a sebezhetetlen Claire Bennet (Hayden Panettiere) barátját fogja alakítani, aki maga is rendelkezik különleges képességgel.
2009-ben megkapta a főszerepet Eric Christian Olsen oldalán a Pomponsrácok című filmben.

## Filmográfia

### Film
| Év   | Magyar cím                        | Eredeti cím              | Szerep         | Magyar hangja   |
| ---- | --------------------------------- | ------------------------ | -------------- | --------------- |
| 1999 | Gimiboszi                         | Election                 | Larry Fouch    |                 |
| 2000 | Tengerparti diliparti             | Psycho Beach Party       | pultos         |                 |
| 2006 |                                   | Inside                   | Alex           |                 |
| 2007 |                                   | Rocket Science           | Ben Wekselbaum |                 |
| 2007 |                                   | Drive Thru               | Fisher Kent    |                 |
| 2007 |                                   | Los Angeles Blues        | Adam Cooper    |                 |
| 2008 | Amit máris tudni akarsz a szexről | Extreme Movie            | Evan           |                 |
| 2009 | Pomponsrácok                      | Fired Up!                | Shawn Colfax   | Szvetlov Balázs |
| 2010 |                                   | Dirty Girl               | Joel           |                 |
| 2011 | Az élet Prada nélkül              | From Prada to Nada       | Edward Ferris  | Dányi Krisztián |
| 2011 | Végső állomás 5.                  | Final Destination 5      | Sam Lawton     | Sánta László    |
| 2011 | Mellbedobás                       | Mardi Gras: Spring Break | Mike Morgan    | Markovics Tamás |
| 2022 |                                   | Rattled!                 | Eliot          |                 |

### Televíziós sorozatok
| Év        | Magyar cím              | Eredeti cím                           | Szerep               | Megjegyzések |
| --------- | ----------------------- | ------------------------------------- | -------------------- | ------------ |
| 2002      | Játszd újra, Joel!      | Do Over                               | Todd York            | 1 epizód     |
| 2003      |                         | Boston Public                         | Richard Kinney       | 1 epizód     |
| 2003      | Vészhelyzet             | ER                                    | Andy                 | 2 epizód     |
| 2004      | Sírhant művek           | Six Feet Under                        | Jonathan Gorodetsky  | 1 epizód     |
| 2004      | Döglött akták           | Cold Case                             | Chris 1979           | 1 epizód     |
| 2004      |                         | Cracking Up                           | Ben                  | 1 epizód     |
| 2005      | Dr. House               | House, M.D.                           | Keith Foster         | 1 epizód     |
| 2005      | Odaát                   | Supernatural                          | Gavin                | 1 epizód     |
| 2005      |                         | Joint Custody                         | Joel                 | tévéfilm     |
| 2006      |                         | Related                               | P.J.                 | 2 epizód     |
| 2006      | Nyomtalanul             | Without a Trace                       | Ted Soros            | 1 epizód     |
| 2006      | Násznap                 | Big Day                               | Dr. Zaks             | 1 epizód     |
| 2006      |                         | Orpheus                               | srác                 | tévéfilm     |
| 2007      | Office                  | The Office                            | Hunter               | 3 epizód     |
| 2007      | Hősök                   | Heroes                                | West Rosen           | 9 epizód     |
| 2007      |                         | The Rich Inner Life of Penelope Cloud | Ivy                  | tévéfilm     |
| 2010      |                         | This Little Piggy                     | Eric                 | tévéfilm     |
| 2011      |                         | Eden                                  | John Sparks          | 1 epizód     |
| 2012      | Piszkos csapat          | Breakout Kings                        | Travis Muncey        | 1 epizód     |
| 2013      | Ne bízz a ribiben!      | Don't Trust the B---- in Apartment 23 | Will                 | 1 epizód     |
| 2014      | Az életkritikus         | Review                                | Mark // Nick // Mick | 4 epizód     |
| 2013-2014 |                         | Masters of Sex                        | Dr. Ethan Haas       | 14 epizód    |
| 2014      | A Grace klinika         | Grey's Anatomy                        | Dr. Graham Maddox    | 3 epizód     |
| 2015      | Grace és Frankie        | Grace & Frankie                       | Dutch                | 1 epizód     |
| 2014-2016 | Gotham                  | Gotham                                | Harvey Dent          | 19 epizód    |
| 2017-2018 |                         | Trial & Error                         | Josh Segal           | 23 epizód    |
| 2021      | Doktor Murphy           | The Good Doctor                       | biztosítási ügynök   | 1 epizód     |
| 2022-     | Gyilkos elmék: Evolúció | Criminal Minds                        | Doug Bailey          | 8 epizód     |